# 단백체

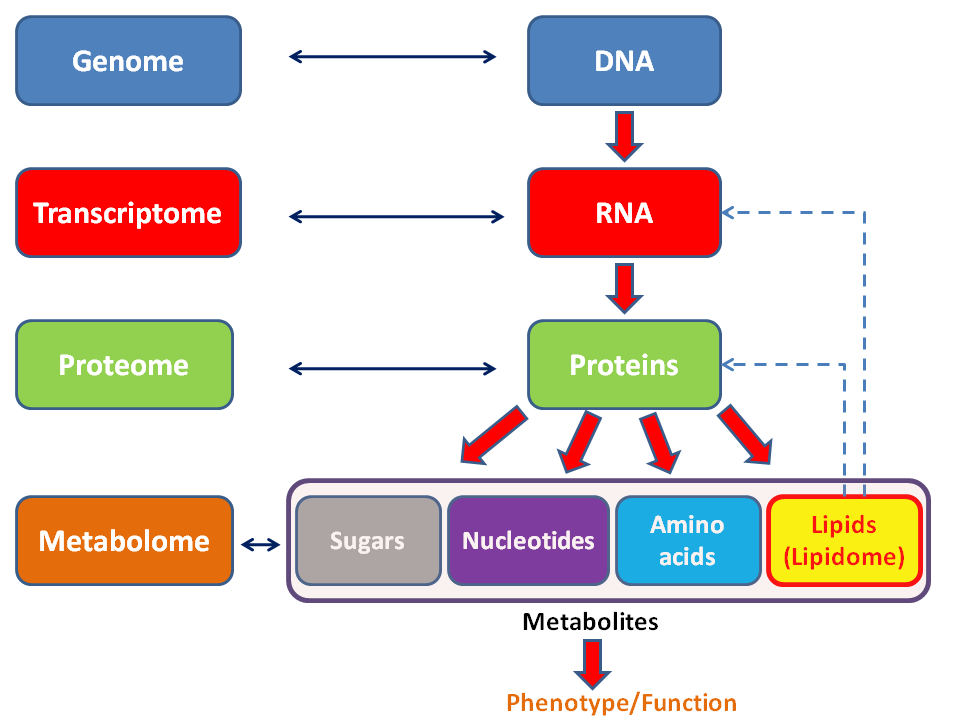
유전체 (생명과학), 전사체, 단백체 및 대사체 (지질체)의 관계를 보여주는 일반적인 도식.

단백체(蛋白體) 또는 단백질체(蛋白質體) 또는 프로테옴(영어: proteome)은 특정 시점에서 유전체 (생명과학), 세포, 조직 또는 유기체에 의해 발현되거나 발현될 수 있는 전체 단백질 세트를 의미한다. 이는 주어진 조건에서 특정 유형의 세포 또는 유기체에서 주어진 시간에 발현되는 단백질 세트이다. 단백체학은 단백체를 연구하는 학문이다.

## 단백체의 유형
단백체는 일반적으로 유기체의 단백체를 의미하지만, 다세포 유기체는 다른 세포에서 매우 다른 단백체를 가질 수 있으므로 세포와 유기체의 단백체를 구별하는 것이 중요하다.
세포 단백체는 호르몬 자극에 노출되는 것과 같은 특정 환경 조건에서 특정 세포 유형에서 발견되는 단백질의 집합이다.
모든 다양한 세포 단백체로부터의 전체 단백질 세트로 개념화될 수 있는 유기체의 완전한 단백체를 고려하는 것도 유용하다. 이는 대략 유전체 (생명과학)에 해당하는 단백질이다.
단백체라는 용어는 미토콘드리아와 같은 특정 세포내 시스템의 단백질 집합을 지칭하는 데에도 사용되었다. 예를 들어, 미토콘드리아 단백체는 3000개 이상의 개별 단백질로 구성될 수 있다.
바이러스의 단백질은 바이러스 단백체라고 불릴 수 있다. 일반적으로 바이러스 단백체는 바이러스 유전체로부터 예측되지만 바이러스 유전체로부터 발현되는 모든 단백질, 즉 바이러스 단백체를 결정하려는 시도가 있었다. 그러나 더 자주, 바이러스 단백체학은 바이러스 감염 시 숙주 단백질의 변화를 분석하므로, 결과적으로 두 개의 단백체(바이러스와 그 숙주)가 연구된다.

## 암에서의 중요성

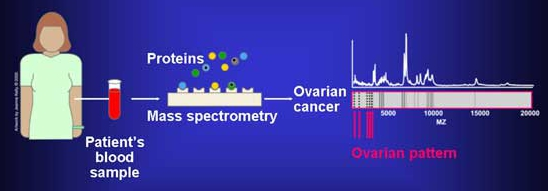
단백체는 다양한 유형의 암 존재 여부를 결정하는 데 사용될 수 있다.

단백체는 다른 암세포 계통을 비교 분석하는 데 사용될 수 있다. 단백체 연구는 방광암 세포 계통 KK47과 YTS1에서 전이 가능성을 식별하는 데 사용되었으며, 36개의 상향 조절 단백질과 74개의 하향 조절 단백질을 발견했다. 단백질 발현의 차이는 새로운 암 신호 전달 메커니즘을 식별하는 데 도움이 될 수 있다.
암의 바이오마커는 질량 분석법 기반 단백체 분석을 통해 발견되었다. 단백체학 또는 단백체 연구의 사용은 환자의 특정 단백체 및 유전체 프로필에 맞춘 약물 칵테일을 맞춤형 의학으로 발전시키는 단계이다. 난소암 세포 계통의 분석에 따르면 난소암의 잠재적 바이오마커에는 "α-enolase (ENOA), 신장 인자 Tu, 미토콘드리아 (EFTU), 글리세르알데하이드-3-인산 탈수소효소 (G3P), 스트레스-70 단백질, 미토콘드리아 (GRP75), 아포리포단백질 A-1 (APOA1), 페록시레독신 (PRDX2) 및 안넥신 A (ANXA)"가 포함된다.
11개 세포 계통의 비교 단백체 분석은 각 세포 계통의 대사 과정 간의 유사성을 입증했다. 이 연구에서 11,731개의 단백질이 완전히 식별되었다. 하우스키핑 단백질은 세포 계통 간에 더 큰 변동성을 보이는 경향이 있다.
특정 항암제에 대한 내성은 아직 잘 이해되지 않고 있다. 단백체 분석은 특히 대장암 치료제인 이리노테칸에 대한 항암제 특성을 가질 수 있는 단백질을 식별하는 데 사용되었다. 선암 세포 계통 LoVo 연구는 8개의 단백질이 상향 조절되고 7개의 단백질이 하향 조절됨을 입증했다. 차등 발현을 보인 단백질은 전사 (생물학), 세포자살, 세포 증식/세포 분화와 같은 과정에 관여했다.

## 세균 시스템에서의 단백체
단백체 분석은 다양한 종류의 세균에서 수행되어 다양한 조건에 대한 그들의 대사 반응을 평가했다. 예를 들어, 클로스트리디움속 및 간균속과 같은 세균에서 단백체 분석은 서로 다른 단백질이 장기간의 휴면 후 이들 세균 포자가 발아하는 데 어떻게 도움이 되는지 조사하는 데 사용되었다. 포자를 제대로 제거하는 방법을 더 잘 이해하기 위해서는 단백체 분석이 수행되어야 한다.

## 역사
마크 윌킨스는 1994년 이탈리아 시에나에서 열린 "2D 전기영동: 단백질 지도에서 유전체까지" 심포지엄에서 단백체(proteome)라는 용어를 만들었다. 이 용어는 1995년에 그의 박사 학위 논문의 일부가 출판되면서 인쇄물에 나타났다. 윌킨스는 이 용어를 유전체, 세포, 조직 또는 유기체에 의해 발현되는 전체 단백질 보체를 설명하는 데 사용했다.

## 크기 및 내용
바이러스 및 원핵생물의 유전체는 비교적 잘 정의된 단백체를 암호화하는데, 이는 각 단백질이 오픈 리딩 프레임을 기반으로 높은 신뢰도로 예측될 수 있기 때문이다(바이러스에서는 약 3개에서 1000개, 세균에서는 약 500개에서 10,000개 정도). 그러나 대부분의 단백질 예측 알고리즘은 50 또는 100 아미노산과 같은 특정 컷오프를 사용하므로 작은 단백질은 종종 이러한 예측에서 누락된다. 진핵생물에서는 대부분의 유전자에서 선택적 스플라이싱으로 인해 두 개 이상의 단백질이 생성될 수 있으므로 훨씬 더 복잡해진다(예: 인간 유전체는 약 20,000개의 단백질을 암호화하지만, 일부 추정치는 71,173개의 스플라이싱 변이체를 포함하여 92,179개의 단백질을 예측했다).
단백체 크기와 DNA 수선 능력의 연관성
"단백체 제약"의 개념은 DNA 수선 능력과 유전체 (생명과학)의 정보 함량이 양의 상관관계를 가지며, 이는 다시 단백체의 크기와 대략적으로 관련된다는 것이다. 세균, 고세균, DNA 바이러스에서 DNA 수선 능력은 유전체 정보 함량 및 유전체 크기와 양의 상관관계가 있다. "단백체 제약"은 DNA 수선 유전자와 같은 돌연변이율 조절자가 유전체의 정보량에 비례하는 선택 압력을 받는다고 제안한다.
프로테오폼. 단백질에 가변성을 더할 수 있는 다양한 요인이 있다. SAPs(단일 아미노산 다형성) 및 비동의어 단일염기 다형성 (nsSNPs)은 다른 "프로테오폼" 또는 "프로테오모프"를 유발할 수 있다. 최근 추정치에 따르면 SwissProt에는 현재 ~135,000개의 검증된 비동의어 cSNP가 있다. dbSNP에는 470만 개의 후보 cSNP가 있지만, 1,000 지놈 세트에서 단백질의 아미노산 정체성을 변경하는 비동의어 cSNP로 검증된 cSNP는 약 670,000개에 불과하다.
암흑 단백체. 페르디강(Perdigão)과 동료들이 만든 암흑 단백체라는 용어는 알려진 삼차원 구조를 가진 다른 단백질과 검출 가능한 서열 상동성이 없어 상동성 모델링이 불가능한 단백질 영역을 정의한다. 546,000개의 Swiss-Prot 단백질에 대해 진핵생물과 바이러스에서 단백체의 44–54%가 "암흑"으로 발견되었으며, 고세균과 세균에서는 약 14%에 불과했다.
인간 단백체. 현재 Human Proteome Map, ProteomicsDB, isoform.io, The Human Proteome Project (HPP) 등 여러 프로젝트가 인간 단백체를 매핑하는 것을 목표로 한다. 인간 유전체 프로젝트와 마찬가지로, 이 프로젝트들은 인간 유전체에서 예측된 모든 단백질 코딩 유전자에 대한 증거를 찾고 수집하고자 한다. Human Proteome Map은 현재(2020년 10월) 17,294개의 단백질을 주장하고 ProteomicsDB는 다른 기준을 사용하여 15,479개를 주장한다. 2020년 10월 16일, HPP는 예측된 단백질 코딩 유전자의 90% 이상을 포함하는 고강도 청사진을 발표했다. 단백질은 조혈모세포를 포함한 광범위한 태아 및 성인 조직과 세포 유형에서 식별된다.

## 단백체 연구 방법

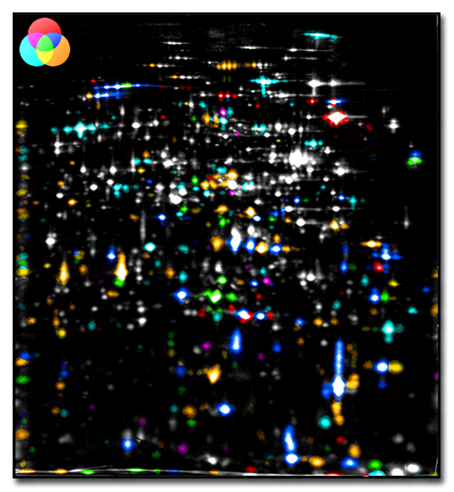
이 이미지는 색깔로 구분된 단백질이 있는 2차원 겔을 보여준다. 이는 질량과 등전점을 기준으로 단백질을 시각화하는 방법이다.

단백질 분석은 핵산 서열 분석보다 더 어렵다는 것이 입증되었다. DNA를 구성하는 뉴클레오타이드는 4개뿐인 반면, 단백질을 구성할 수 있는 아미노산은 최소 20가지가 있다. 또한, 현재 단일 단백질의 복사본을 만드는 알려진 고처리량 기술은 없다. 단백질, 단백질 세트 또는 전체 단백체를 연구하는 데 사용할 수 있는 수많은 방법이 있다. 실제로 단백질은 종종 간접적으로 연구되며, 예를 들어 전산 방법과 유전체 분석을 사용한다. 아래에는 몇 가지 예만 제시된다.

### 분리 기술 및 전기영동
단백체 연구인 단백체학은 주로 2차원 젤 전기영동을 통한 단백질 분리를 통해 이루어졌다. 첫 번째 차원에서는 단백질이 전하를 기반으로 단백질을 분리하는 등전점 전기영동에 의해 분리된다. 두 번째 차원에서는 분자량을 사용하여 SDS-폴리아크릴아마이드 젤 전기영동으로 단백질이 분리된다. 젤은 염색하여 쿠마시 브릴리언트 블루 또는 은으로 단백질을 시각화한다. 젤 위의 반점은 특정 위치로 이동한 단백질이다.

### 질량 분석법

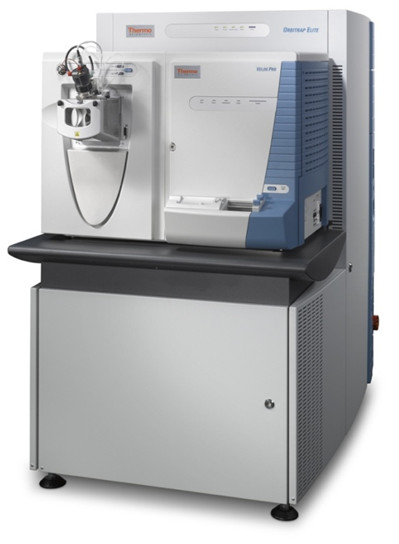
단백체학에서 흔히 사용되는 Orbitrap 질량 분석기

질량 분석법은 단백체를 연구하는 핵심 방법 중 하나이다. 몇 가지 중요한 질량 분석법으로는 Orbitrap 질량 분석법, MALDI (매트릭스 보조 레이저 탈착/이온화), ESI (전기분무 이온화)가 있다. 펩타이드 질량 지문법은 단백질을 짧은 펩타이드로 분할한 다음 관찰된 펩타이드 질량을 서열 데이터베이스와 일치시켜 단백질의 정체성을 추론한다. 반면에 탠덤 질량 분석법은 개별 펩타이드를 분리하고, 비반응성 가스와 충돌시킨 다음, 생성된 단편 이온을 분류하여 서열 정보를 얻을 수 있다.
2014년 5월, 인간 단백체의 초안 지도가 네이처지에 발표되었다. 이 지도는 고해상도 푸리에 변환 질량 분석법을 사용하여 생성되었다. 이 연구는 30개의 조직학적으로 정상적인 인간 샘플을 분석하여 17,294개 유전자에 의해 암호화된 단백질을 식별했다. 이는 전체 주석이 달린 단백질 코딩 유전자의 약 84%에 해당한다.

### 크로마토그래피
액체 크로마토그래피는 단백체 연구에서 중요한 도구이다. 이는 매트릭스에 대한 친화도를 기반으로 다양한 종류의 단백질을 매우 민감하게 분리할 수 있게 한다. 단백질 분리 및 식별을 위한 몇 가지 새로운 방법에는 모놀리식 캐필러리 컬럼, 고온 크로마토그래피 및 캐필러리 전기 크로마토그래피 사용이 포함된다.

### 블로팅
웨스턴 블롯팅은 특정 단백질의 풍부도를 정량화하는 데 사용될 수 있다. 관심 단백질에 특이적인 항체를 사용함으로써 단백질 혼합물에서 특정 단백질의 존재를 탐지할 수 있다.

### 단백질 보완 분석 및 상호작용 스크린
단백질 단편 보완 분석은 종종 단백질-단백질 상호작용을 탐지하는 데 사용된다. 효모단백질잡종법은 가장 인기 있는 방법이지만, 시험관내 및 생체내에서 사용되는 수많은 변형이 있다. 풀다운 분석은 주어진 단백질의 단백질 결합 파트너를 결정하는 방법이다.

### 단백질 구조 예측
단백질 구조 예측은 전체 단백체의 3차원 단백질 구조 예측을 제공하는 데 사용될 수 있다. 2022년에 EMBL-EBI와 딥마인드 간의 대규모 협력을 통해 생명의 나무 전반에 걸친 2억 개 이상의 단백질에 대한 예측 구조가 제공되었다. 소규모 프로젝트에서도 단백질 구조 예측을 사용하여 개별 유기체의 단백체를 매핑하는 데 도움을 주었는데, 예를 들어 isoform.io는 인간 유전체의 20,000개 이상의 유전자에 대한 여러 단백질 이소폼의 적용 범위를 제공한다.

## 단백질 데이터베이스
Human Protein Atlas는 세포, 조직 및 기관의 인간 단백질에 대한 정보를 포함한다. 지식 자원의 모든 데이터는 학계와 산업계의 과학자들이 인간 단백체 탐색을 위해 데이터를 자유롭게 이용할 수 있도록 오픈 액세스로 제공된다. ELIXIR 조직은 이 단백질 아틀라스를 더 넓은 생명 과학 커뮤니티에 대한 근본적인 중요성 때문에 핵심 자원으로 선정했다.
Plasma Proteome database 보관됨 2021-01-27 - 웨이백 머신에는 10,500개의 혈장 단백질에 대한 정보가 포함되어 있다. 혈장의 단백질 함량 범위가 매우 넓기 때문에 풍부한 단백질에 비해 부족한 단백질을 탐지하기 어렵다. 이는 극도로 낮은 농도의 단백질을 탐지하는 데 방해가 될 수 있는 분석 한계이다.
neXtprot 및 UniProt와 같은 데이터베이스는 인간 단백체 데이터의 핵심 자원이다.

## 같이 보기
- 단백체학
- 유전체
- 전사체
- 상호작용체
- 생리체
- 조직체